# Antonio Chiattone

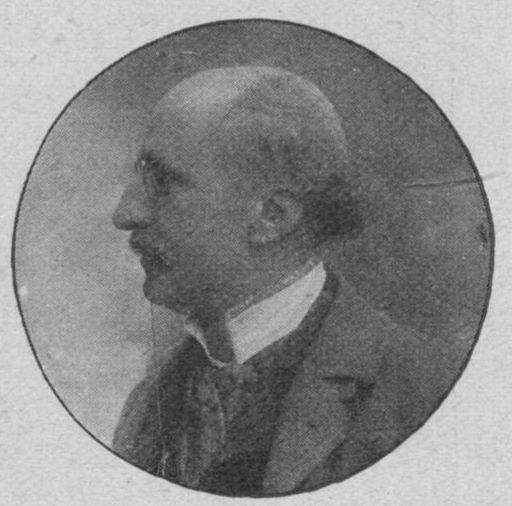
Antonio Chiattone, ca. 1904

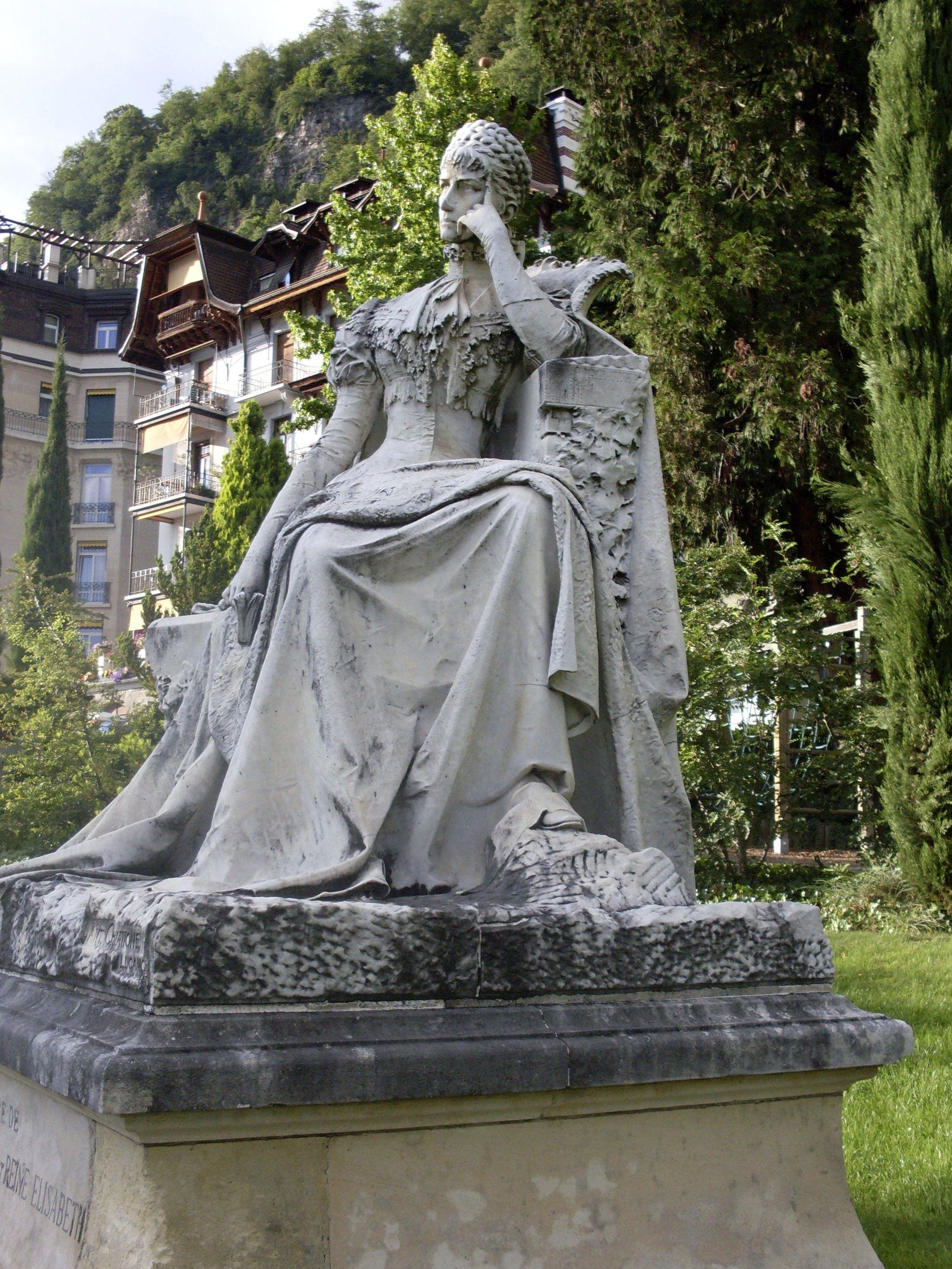
Denkmal für Kaiserin Elisabeth im Ortsteil Territet, Montreux

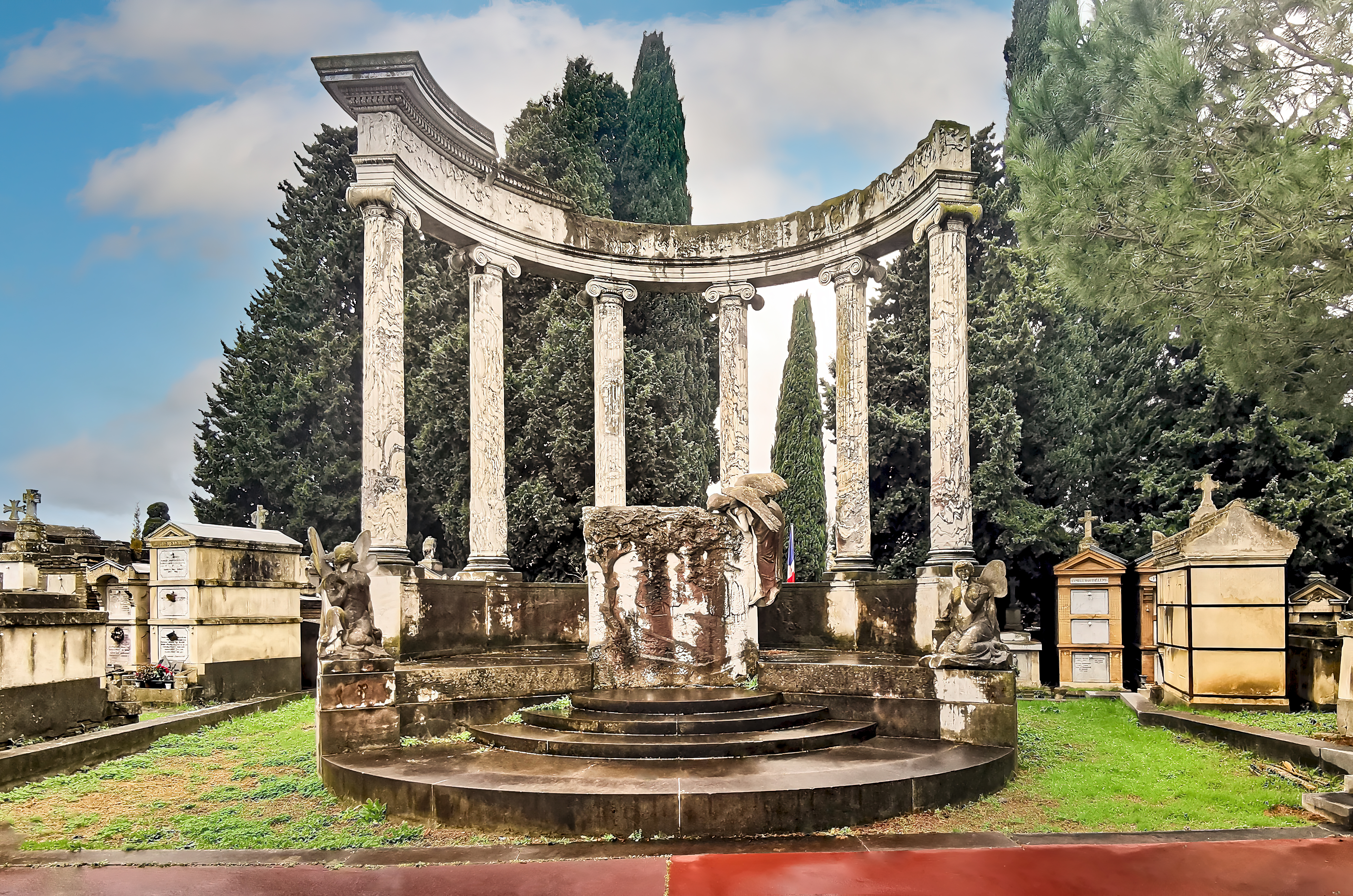
Monument funéraire pour Aristide Bergès

Antonio Chiattone (* 18. Mai 1856 in Lugano; † 4. September 1904 ebenda) war ein Schweizer Bildhauer. Er war der ältere Bruder des Bildhauers Giuseppe Chiattone und Onkel des Architekten Mario Chiattone.

## Biografie
Nach dem Besuch der Zeichenschule in Lugano liess sich Chiattone an der Accademia di Belle Arti di Brera in Mailand zum Bildhauer ausbilden. Dort eröffnete er ein Atelier, in dem auch sein Bruder Giuseppe wirkte. Beide erlangten vor allem durch Grabmonumente Bekanntheit. 1887 kehrten sie nach Lugano zurück und eröffneten dort ein gemeinsames Atelier.
Ab 1891 setzte sich Chiattone zusammen mit anderen Künstlern für die Errichtung eines Kunstmuseums in Lugano ein, das Projekt kam jedoch nicht zustande. 1892 machte er die Bekanntschaft von Kaiserin Elisabeth und sicherte sich dadurch mehrere Aufträge des österreichischen Kaiserhauses. Eine allegorische Figur der "Melancholie" ließ Elisabeth in ihrem Schlafzimmer in der Lainzer Hermesvilla aufstellen, die noch heute dort besichtigt werden kann. Weiters schuf Chiattone auf Korfu ein Denkmal zu Ehren von Erzherzog Rudolf, das 1894 im Park des Schlosses enthüllt wurde, und 1902 ein weiteres Denkmal in Montreux als Andenken an die ermordete Kaiserin.
1900 nahm Chiattone an der Weltausstellung in Paris teil, zwei Jahre später schuf er für den Nationalratssaal des Bundeshauses in Bern eine Statue von Wilhelm Tell. Sein Werk Il Riposo, 1881/1891, aus Marmor, ist sichtbar in Museo Cantonale d’Arte von Lugano; sein Monument funéraire pour Aristide Bergès, 1904, befindet sich auf dem Cimetière de Terre-Cabade von Toulouse.